# نظریه سازمانی
نظریه سازمانی (به انگلیسی: Organizational theory) شامل روش‌های رسیدن به تحلیل‌های سازمانی است. سازمان به صورت واحدهای اجتماعی از مردم که برای تأمین یک نیاز یا یک یا چند هدف، ساختاربندی و مدیریت می‌شوند، تعریف می‌شود. نظریه‌های سازمان شامل دورنمای منطقی سامانه (سیستم)، تقسیم کار، نظریهٔ اداری (دیوان‌سالاری یا بروکراسی) و نظریه اقتضایی است.